# René Alpsteg
René Alpsteg (Bonneville, 3 dicembre 1920 – Vétraz-Monthoux, 24 dicembre 2001) è stato un calciatore francese, di ruolo attaccante.

## Carriera

### Club
Veste la divisa del Saint-Étienne per diversi anni collezionando 230 presenze e 91 reti in campionato. Chiude la carriera nel Besançon.

### Nazionale
Esordisce in Nazionale il 26 maggio del 1947 andando a segno nell'amichevole contro i Paesi Bassi (4-0). Il 20 aprile 1952 disputa il suo ultimo incontro con la Francia, siglando una rete nel 3-0 al Portogallo.